# Длуге (Кросненський повіт)
Длуге (пол. Długie) — село в Польщі, у гміні Єдліче Кросненського повіту Підкарпатського воєводства.
Населення — 727 осіб (2011).
У 1975-1998 роках село належало до Кросненського воєводства.

## Демографія
Демографічна структура станом на 31 березня 2011 року:
|          | Загалом | Допрацездатний вік | Працездатний вік | Постпрацездатний вік |
| -------- | ------- | ------------------ | ---------------- | -------------------- |
| Чоловіки | 370     | 81                 | 257              | 32                   |
| Жінки    | 357     | 70                 | 212              | 75                   |
| Разом    | 727     | 151                | 469              | 107                  |